# Michael Elmenbeck
Michael Ragnar Elmenbeck, född 6 februari 1971 i Bro församling i Stockholms län, är grundare av det svenska mode- och konstmagasinet Bon, creative director för den kreativa byrån Studio Bon, medgrundare av konstgalleri CFHILL och tidigare it-entreprenör, klubbarrangör och dj.

## Biografi
Michael Elmenbeck inledde sin karriär som klubbarrangör och dj. Han stod bland annat bakom klubbarna le Garage, Wicked och Deep in Bleep. . Elmenbeck var även verksam som journalist och copywriter, som klubbredaktör på Expressen Fredag och senare som redaktör för tidningarna Citynytt och Ultra Magazine.
År 2001 grundade han tillsammans med Johan Lindskog mode- och konstmagasinet Bon. År 2005 lanserade han tillsammans med Krister Ragnarsson en engelsk version Bon International med global distribution.
2013 öppnade Elmenbeck Galleri Bon på Högbergsgatan 18 i Stockholm. Galleriet visar samtidskonst med koppling till mode. Elmenbeck sitter i styrelsen för Sven-Harrys Konstmuseum i Stockholm, där han stod bakom utställningen Svenskt Mode: 2000–2015 (23 maj–31 augusti 2014) .  I samarbete med Svenska Institutet visades utställningen Paris i samband med den parisiska modeveckan under hösten 2014 under namnet ”Swedish Fashion Goes Paris”..
Han är medgrundande rådsmedlem till Stockholm Fashion Week. . Han var även med 1998 och startade e-handelssajten zoovillage.com.
Elmenbeck är sedan länge en aktiv konstsamlare. I kompanjonskap med Anna-Karin Pusic och Michael Storåkers öppnade han 2016 konstgalleriet CFHILL vid Kungsträdgården, där han verkar som chef för utställningsverksamheten.